# تپه گوور قلعه سی
تپه گوور قلعه سی مربوط به مس و سنگ- سده‌های میانه دوران‌های تاریخی پس از اسلام است و در شهرستان ماهنشان، بخش مرکز ی، دهستان ماهنشان، ۱/۵ کیلومتری شمال روستای ینگجه واقع شده و این اثر در تاریخ ۱۵ دی ۱۳۸۷ با شمارهٔ ثبت ۲۴۰۵۶ به‌عنوان یکی از آثار ملی ایران به ثبت رسیده است.